# Cortinarius peraurantiacus
Cortinarius peraurantiacus är en svampart som beskrevs av Peintner & M.M. Moser 2002. Cortinarius peraurantiacus ingår i släktet Cortinarius och familjen spindlingar.   Inga underarter finns listade i Catalogue of Life.